# Digital Flat Panel
Il Digital Flat Panel (DFP) è un connettore video a 20 piedini per i visualizzatori a pannello piatto che usa il protocollo PanelLink.
Diversamente dal DVI, il DFP non ha mai raggiunto una larga diffusione, principalmente perché la massima risoluzione supportata è 1280x1024 (SXGA), molto inferiore a quella del DVI.